# Nicrophorus morio
Nicrophorus morio är en skalbaggsart som beskrevs av Friedrich-August von Gebler 1817. Nicrophorus morio ingår i släktet Nicrophorus och familjen asbaggar. Inga underarter finns listade i Catalogue of Life.